# Goniochilus leochilinus
Goniochilus leochilinus là một loài thực vật có hoa trong họ Lan. Loài này được (Rchb.f.) M.W.Chase mô tả khoa học đầu tiên năm 1987.